# Caldas Novas
Caldas Novas är en kurort och kommun i Brasilien och ligger i delstaten Goiás. Caldas Novas har cirka 70 000 invånare.

## Kurorten
I Caldas Novas finns varma källor och många hotel har byggts runt dem. Under turistsäsongen bor här upp till 200 000 människor.[källa behövs]

### Äventyrsbad
18 kilometer utanför staden, i Rio Quente, ligger det stora äventyrsbadet Hot Park med en flod av varmt vatten, half pipe, pool med våggenerator och andra attraktioner.

## Kommunikationer
Caldas Novas ligger i en trakt med låg befolkningstäthet. Som i de flesta orter i Brasilien finns en centralt belägen busstation. På flygplatsen, med IATA-kod CLV, landar regionalflyg.